# Maan
Ma'an o Maan (àrab: معان, Maʿān) és una ciutat de Jordània, al sud del país, a 218 km de la capital Amman. És la capital de la governació de Ma'an o Maan. Té una població de prop de 50.000. La ciutat tenia 22.989 al cens de 1992 i s'ha calculat que serien uns 50.000 a partir de 2007 segons la municipalitat. La ciutat moderna és al nord i oest de la ciutat antiga. La població és un centre de transport important situat a l'antiga autopista dels Reis i a la moderna autopista del Desert. El nom de la ciutat derivaria de Ma'an, fill de Lot.

## Geografia
És un oasi a la plana desèrtica, rodejada de jardins; té a l'oest la cadena d'al-Sharat de fins a 1.727 metres. A la ciutat i rodalia abunden les fonts: la més propera és Ayn al-Dawawi; una altra important és de d'Ayn al-Djitta.

## Història
S'han trobar vestigis paleolítics que proven que la regió fou habitada en la prehistòria. Quan es van desenvolupar el nomadisme i el comerç, fou un nus de comunicacions entre l'Aràbia i Damasc i els ports fenicis, ruta que fou utilitzada pels sabeus. Una pista unia el golf d'Akaba amb Maan, i altres vies es distribuïen cap al Moab al nord, cap a la ruta d'al-Mawala a l'oest (en direcció a Gaza i Egipte), i cap a l'oasi de Dumat al-Djandal al sud (en direcció a Babilònia i el golf Pèrsic). L'abundància de fonts la feia el lloc ideal per l'establiment humà i lloc de parada obligat de les caravanes. Una colònia sabea o minea hauria existit a la ciutat al primer mil·lenni aC, amb un resident sudàrab vetllant pels seus interessos. A la meitat del segle viii aC se sap que un exèrcit assiri van arribar a la zona.
Sota els nabateus el centre del comerç va passar a Petra. Domini romà sota Trajà, sota els romans d'Orient va passar a la tribu iemenita dels al-Djudham, feudatària de l'emperador i dins la confederació dels gassànides. Farwa ibn Amr al-Djuthamiyy governava per compte dels romans d'Orient quan es va convertir a l'islam i va enviar al Profeta com a regal una mula blanca. Després de la batalla de Mutah (629) en que l'exèrcit àrab fou rebutjat, Farwa fou empresonat pels romans d'Orient i després el van crucificar prop de la font d'Afra. En revenja els musulmans van enviar un exèrcit des de Medina, manat per Osama ibn Zaid, que va conquerir Ma'an.
Sota els omeies, Ma'an fou una ciutat pròspera mercès a estar en la ruta dels pelegrins cap a la Meca, ruta que en sis dies portava de Ma'an a la costa passant per Petra i les muntanyes al-Sharat, Sughar, Ariba, al-Quds i Ramla. Fou la plaça forta del districte d'al-Sharat, al jund d'al-Urdunn. Sota els mamelucs fou capital d'una nàhiya i un important mercat d'esclaus. El 1559 els otomans van construir el fort de Saraya a la ciutat. Fou el centre del pelegrinatge des de Turquia i Síria durant els segles XV a XIX. Al segle xviii des de Maan s'enviava el kàtib al-hajj a Damasc per informar de l'estat del pelegrins.
La ciutat estava formada per dos nuclis diferenciats: al nord Maan as-Saghira o aix-Xamiyya (a vegades també al-Maghara), que el 1910 tenia 600 persones; i al sud Maan al-Kabira o al Misriyya (també al-Hijaziyya) que tenia més de 1000 habitants en la mateixa data. La ciutat era a vegades anomenada en conjunt com Maan al-Mudiriyya d'ençà que en temps de Solimà I va esdevenir seu d'un governador; el sultà hi va construir un palau i un serrall pel caimacan local que depenia del governador del Bilad al-Sham (Síria). El 1902 l'estació ferroviària va connectar Maan amb Damasc i amb Medina. Després de la caiguda de Damasc en mans franceses el 1920 (després de la batalla de Maysalun el 24 de juliol de 1920, el seu germà l'emir de Transjordània Abdallah va llençar una crida des de Maan a recuperar Síria (5 de gener de 1921) i va formar el nucli de l'Exèrcit Àrab que després fou la Legió Àrab.
Al segle xx hi havia certa activitat agrícola amb producció d'algunes fruites i llegums; també hi havia palmeres. En un uadi proper hi creixen acàcies (talh) de la varietat anomenada umm ayyash, amb la fusta de les quals es fabriquen diversos utensilis per consum local. La població el 1912 s'estimava en 3.000 habitants (probablement una sobrevaloració) i no va augmentar fins al 1932 quan apareix amb la mateixa quantitat; el 1956 eren 4.500 i el 1973 va arribar a 9.500. A Ma'an es van produir enfrontaments entre grups de l'exèrcit jordà i islamistes el 2002 després de la mort d'un diplomàtic dels Estats Units.

## Educació
La Universitat d'al-Hussein ibn Talal és l'única universitat a Ma'an, ofereix graduacions en enginyeria, arts, ciència, administració empresarial, arqueologia, educació i infermeria. La universitat es troba als afores, a 9 km a l'oest, i fou creada el 1999 sent abans una branca de la universitat de Mutah; es va traslladar al nou campus el setembre del 2004.

## Economia
Una nova zona econòmica nova (Ma'an Special Economic Zone) es va establir als darrers anys per encoratjar a diverses indústries a instal·lar-se a la zona, i ha començat a donar fruits.

## Personalitats
- Bahjat Talhouni, que fou primer ministre
- Suliman Arar سليمان_عرار, que fou ministre de l'Interior
- Ibrahim Ali Kreishan إبراهيم علي كريشان dues vegades diputat al parlament
- Yousef AlAthem يوسف العظم, poeta i ex-parlamentari
- Mousa khalaf Almaani (موسى خلف المعاني) ex-ministre d'estat i antic alcalde de la ciutat per tres vegades
- Tawfiq Kreishan, ministre d'Estat per a Afers Parlamentaris
- Omar Maani, alcalde d'Amman
- Saad Abudayeh, escriptor, President del Departament de Ciències Polítiques a la Universitat de Jordània
- Mohamed Khalil Abdel Dayem, tinent general retirat